# Пианк
Пианк (арм. Պիանք) — гавар провинции Арцах Великой Армении. На сегодняшний день территория исторического Пианка находится на территории Ходжалинского района Азербайджана, который частично контролируется непризнанной Нагорно-Карабахской Республики, по административно-территориальному делению которой расположено в Аскеранском районе.

## География
Гавар Пианк находился в центральной части провинции Арцах, имел преимущественно горный рельеф. На северо-западе Пианк граничил с гаваром Мец Иранк (Арцах), но северо-востоке — с гаваром Аранрот (Утик), на юго-востоке — с гаваром Муханк (Арцах), на юго-западе — с гаваром Арчланк (Арцах).
Вдоль юго-восточной границы Пианка протекает река Каркарчай.